# Kanton La Salvetat-sur-Agout
La Salvetat-sur-Agout is een voormalig kanton van het Franse departement Hérault. Het kanton maakte deel uit van het arrondissement Béziers. Het werd opgeheven bij decreet van 26 februari 2014 met uitwerking op 22 maart 2015.

## Gemeenten

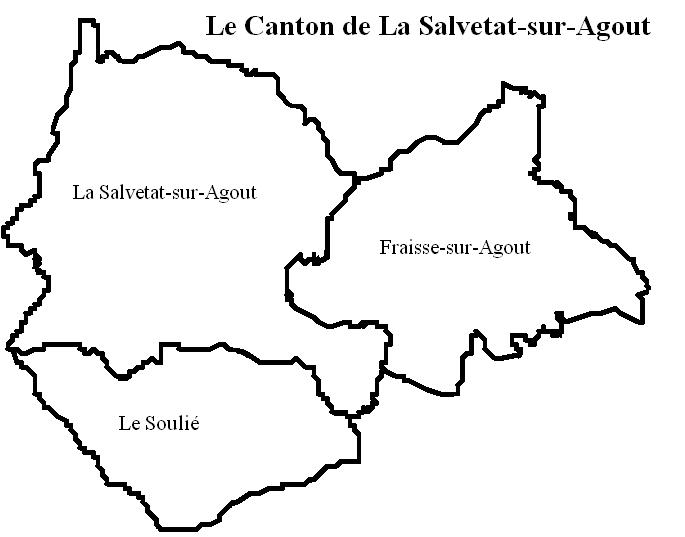
Ligging van gemeenten in het kanton

Het kanton La Salvetat-sur-Agout omvatte de volgende gemeenten:
- Fraisse-sur-Agout
- La Salvetat-sur-Agout (hoofdplaats)
- Le Soulié